# Грегъри Шамитоф
Грегъри Ерол Шамитоф (на английски: Gregory Errol Chamitoff) e американски инженер и астронавт на НАСА, участник в два космически полета и дълговременен престой от 183 денонощия на МКС по време на Експедиция 17.

## Образование
Грегъри Шамитоф завършва колежа Blackford High School в Сан Хосе, Калифорния през 1980 г. През 1984 г. завършва Калифорнийския политехнически университет с бакалавърска степен по електроинженерство. През 1985 г. получава магистърска степен по аерокосмическо инженерство в Технологичния институт на Калифорния. През 1992 г. става доктор по аеронавтика и астронавтика в Масачузетски технологичен институт, Кеймбридж, Масачузетс. През 2002 г. придобива втора магистърска степен по планетарна геология в Университета „Клиър Лейк“, Хюстън, Тексас.

## Служба в НАСА
Грегъри Шамитоф започва работа в НАСА през 1995 г. Назначен е Космическия център Линдън Джонсън, Хюстън, Тексас като специалист по анализ на полетите и оптимизация на маневрените действия. Избран е за астронавт от НАСА на 4 юни 1998 г., Астронавтска група №17. Взема участие в два космически полета. Има в актива си две космически разходки с обща продължителност 13 часа и 43 минути. Специалист на мисията при последния полет на космическата совалка Индевър.

## Полети
Грегъри Шамитоф лети в космоса като член на екипажа на две мисии:
| Космически полети на Грегъри Ерол Шамитоф                 | Космически полети на Грегъри Ерол Шамитоф | Космически полети на Грегъри Ерол Шамитоф        | Космически полети на Грегъри Ерол Шамитоф | Космически полети на Грегъри Ерол Шамитоф     | Космически полети на Грегъри Ерол Шамитоф | Космически полети на Грегъри Ерол Шамитоф |
| №                                                         | Дата                                      | КК                                               | Емблема на мисията                        | Функции                                       | Продължителност                           |                                           |
| --------------------------------------------------------- | ----------------------------------------- | ------------------------------------------------ | ----------------------------------------- | --------------------------------------------- | ----------------------------------------- | ----------------------------------------- |
| 1                                                         | 31 май 2008                               | „Дискавъри“, мисия STS-124, Експедиция 17 на МКС |                                           | Специалист на мисията, Бордови инженер на МКС | 183 денонощия 00 часа 23 минути           |                                           |
|                                                           | 30 ноември 2008                           | „Индевър“, мисия STS-126                         |                                           | Специалист на мисията                         | Приземяване с мисия STS-126               |                                           |
| 2                                                         | 16 май 2011                               | „Индевър“, мисия STS-134                         |                                           | Специалист на мисията                         | 15 денонощия 17 часа 38 минути 51 сек.    |                                           |
| Сумарно време в космоса – 198 денонощия 18 часа 02 минути |                                           |                                                  |                                           |                                               |                                           |                                           |

## Личен живот
Шамитоф е роден на 6 август 1962 г. в Монреал в еврейско семейство от руски произход.
Женен е за Алисън Шантал. Имат две деца – Наташа и Димитри.